# Vírus DNA
Vírus DNA (português brasileiro) ou Vírus ADN (português europeu) são vírus que têm DNA como material genético. Estes vírus se replicam usando enzimas DNA polimerase DNA-dependente. A maioria das famílias de vírus DNA possuem ácido nucleico de cadeia dupla (dsDNA), muito embora existam diversas famílias com vírus de cadeia simples (ssDNA). Os maiores genomas virais conhecidos são encontrados entre os vírus DNA. Estes agentes infecciosos têm como hospedeiros organismos dos principais grupos de seres vivos dos domínios Archaea, Bacteria, e Eukarya.
A maioria dos vírus DNA pertencem aos grupos I e II do sistema de classificação de Baltimore. Alguns vírus com genoma de DNA, como os vírus da família Hepadnaviridae, não estão incluídos nestes dois grupos. Como se replicam passando por um intermediário de RNA de cadeia simples, usando a transcriptase reversa, estes vírus foram incluídos no grupo VI.
Desta maneira, os vírus DNA são ordenados em:
- Grupo I (dsDNA): vírus com DNA fita dupla;
- Grupo II (ssDNA): vírus com DNA fita simples;FA
- Grupo VII (dsDNA-RT): vírus com DNA dupla fita que realizam transcrição reversa.

### Taxonomia
- Ordem Caudovirales
  - Família Myoviridae – inclui o fago T4 de enterobactérias
  - Família Podoviridae – inclui o fago T7 de enterobactérias
  - Família Siphoviridae – inclui o fago lambda das enterobactérias
- Pedido Herpesvirales
  - Família Alloherpesviridae
  - Família Herpesviridae – inclui herpesvírus humanos, vírus varicela-zóster
  - Família Malacoherpesviridae
- Ordem Ligamenvirales
  - Família Lipothrixviridae
  - Família Rudiviridae
- Famílias não designadas
  - Família Adenoviridae – compreende os vírus que causam infeções por adenovírus humanos
  - Família Ampullaviridae
  - Família Ascoviridae
  - Família Asfarviridae – inclui o vírus da peste suína africana
  - Família Baculoviridae
  - Família Bicaudaviridae
  - Família Clavaviridae
  - Família Corticoviridae
  - Família Fuselloviridae
  - Família Globuloviridae
  - Família Guttaviridae
  - Família Hytrosaviridae
  - Família Iridoviridae
  - Família Mimiviridae
  - Família Nimaviridae
  - Família Papillomaviridae
  - Família Phycodnaviridae
  - Família Plasmaviridae
  - Família Polidnavírus
  - Família Polyomaviridae – inclui o vírus do macaco 40 (SV40), vírus JC, vírus BK
  - Família Poxviridae – inclui o vírus da varíola bovina e o vírus da varíola humana
  - Família Tectiviridae
- Géneros não atribuídos
  - Dinodnavírus
  - Nudivírus
  - Salterprovírus
  - Rizidiovírus
- Espécies não atribuídas
  - Vírus associado à síndrome de encolhimento do abalone/vírus associado à síndrome de secagem dos crivos (moluscos gastrópodes Haliotis)
  - Vírus da carcinomatose da papilomatose bandicoot/vírus da carcinomatose da papilomatose bandicoot (marsupial)
  - KIs-V
  - Haloarcula hispanica vírus pleomórfico 1/vírus pleomórfico 1 de Haloarcula hispanica (archaea)
  - vírus Haloarcula hispanica SH1/vírus SH1 de Haloarcula hispanica
  - Marseillevirus
  - Virófago do Mavírus/Virófago do Mavírus
  - Megavírus
  - Virófago do Lago Biológico/virófago do Lago Biológico (da Antártida)
  - Virófago Sputnik/Virófago Sputnik
  - Sputnik virófago 2/Sputnik 2 virófago
  - Sulfolobus turreted icosahedral virus/vírus icosaédrico com torres de Sulfolobus (archaea)
  - Thermus aquaticus vírus IN93/IN93 vírus de Thermus aquaticus (bactéria)
  - Thermus thermophilus vírus P23-77/vírus P23-77 de Thermus thermophilus (bactéria)